# Le Félin géant

Le Félin géant est un roman français écrit par J.-H. Rosny aîné et paru pour la première fois en France en 1918 sous la forme de feuilleton dans le magazine Lecture pour tous. Ce roman est la suite de La Guerre du feu puisque les protagonistes seraient les descendants des héros du roman de 1909.

## Résumé
Deux jeunes chasseurs de la tribu des Oulhamrs, Aoûn et Zoûhr, partent au-delà des montagnes pour explorer de nouveaux territoires de chasse. Ils parviennent dans une région giboyeuse, où s'entre-déchirent les grands carnivores, lions, tigres et machairodus. Aoûn ne craint pas les grands fauves ; il s'installe avec Zoûhr dans une grotte.
À l'autre extrémité de la grotte, se trouve la tanière d'un félin géant, le lion des cavernes, animal solitaire, et le plus redoutable des carnivores. Une fissure infranchissable relie les deux parties de la grotte. À travers cette fissure, Zoûhr parvient à apprivoiser le félin géant. Aoûn fera aussi alliance avec le lion des cavernes, mettant leurs forces en commun pour la chasse. Aoûn et Zoûhr repartent ensuite explorer d'autres territoires. Dans la forêt, ils rencontrent les « hommes-lémuriens », une race ancienne, en déclin. Aoûn, protecteur des hommes les plus faibles, sympathise avec ces êtres qui sont pourchassés par un autre peuple, les « Hommes du feu ».

## Personnages
- Aoûn, fils de l'Urus, de la tribu des Oulhamrs est le fils de Naoh, héros de la Guerre du feu.
- Zoûhr est un Wah, un Homme-sans-Épaules, et est le dernier survivant de son peuple, massacré par les Nains-Rouges.
- Rah homme-lémurien et Waô sa sœur.
- Les Chelléens ou Hommes du feu ou Hommes-Dhôles.
- Ouchr et Djêha, femmes-louves

## Éditions
- Éditions Plon, 1920
- Librairie Gedalge, 1938, illustré par Ferdinand Raffin
- Le Club français du livre, 1949 [Tirage limité à 3 000 exemplaires]
- Éditions Hachette, coll. « Bibliothèque verte », 1956, 1962
- Éditions G. P., coll. « Bibliothèque Rouge et Or », série Souveraine, no 257, illustrations Henri Dimpre, 1968
- Éditions Marabout, 1975
- Tallandier, 1977
- Éditions Robert Laffont, 1985

## Bandes dessinées
Il existe une adaptation B.D. par Martine Berthelemy (dessins et scénario). Elle fut publiée dans Le Journal de Mickey en 1955.